# Gotthilf Stéenhoff
Gotthilf Johan Vilhelm Stéenhoff, född 9 mars 1859 i Karlshamn, död 18 november 1943 i Stockholm, var en svensk läkare. Han ingick 1887 äktenskap med Frida Stéenhoff.
Stéenhoff, som var son till kyrkoherde Nikolaus Johan Cervin-Stéenhoff och Fanny Louise von Sokolowsky, avlade studentexamen i Växjö 1878, medicine kandidat 1883 och medicine licentiat 1887 vid Karolinska Institutet i Stockholm. Han var praktiserande läkare och fängelseläkare i Sundsvall 1888–1908, t.f. andre stadsläkare där i olika perioder 1894–1899, andre stadsläkare 1899–1908, under vissa kortare perioder t.f. förste stadsläkare 1894–1905, provinsialläkare i Oskarshamns distrikt 1908–1912, dito i Stockholms distrikt 1912–1915 och förste provinsialläkare i Stockholms län 1915–1925 och därefter pensionerad. 
Stéenhoff var läkare vid barnhemmet i Sundsvall 1890–1908 och vid dispensären där 1905–1908. Han var skolläkare i Nacka landskommun 1925–1932, ledamot av styrelsen för sjukhuset Eira 1915–1924 och av flera kommittéer, bland annat beträffande åtgärder till tuberkulosbekämpning och för moderskapsskydd. Han var ledamot av Sundsvalls hälsovårdsnämnd 1895–1906, av skolrådet 1903–1906 och av barnavårdsnämnden 1903–1908. Han var ledamot av Kalmar läns södra landsting 1912. Han företog studieresor till ett flertal europeiska länder 1897–1930. Han författade skrifter inom hälsovård, skolhygien och socialmedicin.
Makarna Stéenhoff och deras barn är begravda på Solna kyrkogård.